# 阿里奧巴爾贊 (本都)
阿里奧巴爾贊是米特里達梯一世的兒子，為第二任本都國王 （公元前266年–約前250年在位），卒於前258年至前240年期間。
他因帕夫拉戈尼亞的阿瑪斯特里斯城投降而佔據該城市。阿里奧巴爾贊與他的父親尋求高盧人的幫助，以驅趕托勒密二世派來的埃及人；高盧人是在米特里達梯一世死前十二年（公元前278年）來到小亞細亞的。
阿里奧巴爾贊的王位由米特里達梯二世继承。

## 附註
1. ↑   曼農, 16, 24
2. ↑   Stephanus, Ethnica, s. v. Ancyra